# Overdose (film 2022)
Overdose è un film del 2022 diretto da Olivier Marchal.

## Trama
Sara Bellaïche, capo della squadra narcotici della polizia di Tolosa, si trova costretta a collaborare con Richard Cross, a capo della polizia criminale locale per scovare un assassino.

## Distribuzione
Il film è stato distribuito sulla piattaforma Amazon Prime Video dal 4 novembre 2022.